# Phintella parva
Phintella parva är en spindelart som först beskrevs av Wesolowska 1981.  Phintella parva ingår i släktet Phintella och familjen hoppspindlar. Inga underarter finns listade i Catalogue of Life.